# Amarillo azul
«Amarillo azul» es el tercer sencillo del álbum debut de la cantante mexicana Thalía. La canción fue escrita por Luis Cabaña y Pablo Pinilla y fue lanzada en el año de 1991. Logró obtener menos críticas que sus canciones antecesoras. Fue la primera canción que Thalia lanzó con el título de unos colores, superó la fama que su antecesora logró obtener, fue una canción que hizo bailar al público, ya que tiene una letra y un tema muy divertido y contagioso.

## Información
"Amarillo Azul" es la canción número 3 y fue publicada como el tercer sencillo del álbum debut homónimo de Thalía. Tiene un ritmo con más movimiento, y fue promocionada a finales de 1990, en 1991 se confirmó que esta canción sería un sencillo del álbum, la canción no levantó ni una sola mala crítica, y fue un ritmo que ella disfruto mucho hacer.

## La canción
La canción habla sobre una chica que dice que otra historia de amor se volvió a escribir con las lágrimas de un engaño, en mala hora llegó un pirata de un bar que le ofrecía una isla de mar. Que en una noche la llevó de luna de miel sin cruzar el umbral y entre un suspiro y un botón el destino jugaba, en el coro dice "Amarillo azul, a media luz, voy pintando de colores tus besos. Amarillo azul, a cara o cruz, en tus ojos hay peligro de incendio. Amarillo azul, a media luz, Y es que a veces es difícil negarse. Amarillo azul, a cara o cruz, cuando el diablo tiene cara de ángel." se refiere a que ella no se sabe decidir entre que quiere como lo quiere, y que se puede volver a sentir traicionada, después dice que el hombre se llevó el corazón de ella, que él se descubrió ante ella aprovechando un apagón en sus sueños, luego ella dice que era superficial que se enamoró si poderlo evitar, que en una noche de placer, 1, 2 ni 3 suspendió el corazón entre el amor y el desamor más que un arrebato, refiriéndose a que el amor no solo se lleva el corazón si no más cosas sentimentales y superficiales.

## Video
Esta canción no cuenta con un videoclip oficial, solo fue promocionada en las radios de México. El video (no oficial) es un musical en una presentación que ella dio en el programa Galardón a los Grandes, en él se muestra a ella montada en una motocicleta durante toda la canción.